# Волден (Њујорк)
Волден (енгл. Walden) град је у америчкој савезној држави Њујорк.

## Демографија
По попису из 2010. године број становника је 6.978, што је 814 (13,2%) становника више него 2000. године.
| Група             | 2000.         | 2010.         |
| Белци             | 5.264 (85,4%) | 4.806 (68,9%) |
| Афроамериканци    | 236 (3,8%)    | 767 (11,0%)   |
| Азијати           | 39 (0,6%)     | 96 (1,4%)     |
| Хиспаноамериканци | 576 (9,3%)    | 1.288 (18,5%) |
| Укупно            | 6.164         | 6.978         |